# Милорад Прелевић
Милорад Прелевић (Рисан, 19. март 1932 — Београд, 8. мај 2007) био је генерал-мајор у резерви Војске Југославије и војни историчар.

## Биографија
Рођен 19. марта 1932. године у Рисну, од оца Марка капетанa I класе Југословенске војске и мајке Љубице. У том периоду његов отац је службовао у 10. бококоторском пуку. Завршио је основну школу, гимназију и Филозовски факултет (смер историја и латински језик). По завршетку факултета одлази у Школу резервних официра АРЈ ПВО у Задру да бих по завршетку школовања био примљен у активну војну службу и произведен у чин потпоручника. Прве командне дужности обављао је у артиљеријским јединицама РВ и ПВО ЈНА, да бих по потреби службе био распоређен на дужност у Војном музеју, у којем је провео тридесет година. Последња дужност била му је заменик начелника Војног музеја и са те позиције је пензионисан. Током службе редовно је унапређиван у све чинове закључно са чином пуковника. Након престанка активне војне службе током 1999. године ставио се на раполагање Војсци Југославије те је након НАТО агресије на Савезну Републику Југославију унапређен у чин генерал-мајора у резерви.

### Рад у Војном музеју
Као истактнути музејски радник опремио је 9 музеја у Подгорици, Крагујевцу, Сарајеву, Петрињи, Лазаревцу, Марибору, Стуганику, Текеришу и Београду. Такође је аутор Српске куће на острву Крфу. Био је аутор 16 тематских изложби у Београду, Паризу, Новом Саду, Монтреалу, Нишу, Ници и многим гарнизонима широм Југославије. Извршио је музеолошку обраду 3200 музејских предмета наоружања, 8000 различитих музејских предмета Војног музеја из НОР-а, стручно је обрадио комплетне збирке у 14 музеја (Београд, Сарајево, Цетиње, Подгорица, Нови Сад, Славонски Брод, Зрењанин, Краљево, Чачак, Пожаревац, Осијек, Крагујевац, Лесковац и Прокупље). Стручно је обрадио оружије српске и црногорске војске које је запленила аусторугарска војска у Првом светском рату и које је у поседу Војног музеја у Бечу. Такође је сачинио детљни статистички преглед од 8600 историјских, балистичких и тактичко-техничких података целокупног пешадијског и артиљеријског наоружања Србије 1853 — 1918. године.
Био је предавач на многим школама и учествавао на више семирана и конгреса историчара. За Радио Београд припремио је серију емисија из даље и ближе прошлости Србије и Југославије. Такође је био стручни консултант у више дугометражних филмова и као аутор или коаутор десетак документарних филмова. Био је активни члан или председник многих удружења, секција и друштава.
Преминуо је 8. маја 2007. године у Београду.

### Књиге
- Маршал Тито, Београд 1977.
- Бранили су заставу отаџбине, Београд 1978.
- Срби на Крфу 1916-1918, Београд 1998.